# Крейнович, Ерухим Абрамович
Ерухи́м (Ерохим, Евгений, Юрий) Абра́мович Крейно́вич (12 апреля 1906, Невель, Витебская губерния — 20 марта 1985, Ленинград) — советский этнограф и лингвист. В область научных интересов в основе входили языки, фольклор и материально-бытовая культура народов Севера Сибири и Дальнего Востока, в первую очередь кетов, юкагиров и нивхов.
Доктор филологических наук (1972).

## Биография
Родился 25 апреля (12 апреля) 1906 года в городе Невеле. По этническому происхождению — еврей.
В Витебске семья арендовала частный дом, жила в бедности. Отец занимался торговлей пушнины.
Не смог поступить в гимназию, поскольку не сдал вступительный экзамен по русскому языку. В 1918 году Ерухим поступил в литературный кружок им. В.Г. Короленко, а после в городскую драматическую студию. Во время учёбы познакомился с Иваном Соллертинским, под его влиянием 13-летний ученик прочёл огромное количество книг по истории поэзии и драматургии, начиная с древнегреческих поэм. Принимал участие в самодеятельных концертах, где декламировал стихи. Планировал стать актёром.
До 16 лет жил с отцом (родная мать умерла рано), помогал ему в работе, при этом голодал. В 1922 году переехал в Петроград и поселился в доме, где жили его сёстры, приехавшие в крупный город ранее. Там устроился работать в Ленгубфинотдел, одновременно с этим поступил в вечернюю школу рабочей молодежи им. Н.Г. Чернышевского, которую окончил в августе 1923 года. Под влиянием Бориса Фингерта увлёкся марксизмом.
Осенью того же года после принят на общественно-педагогическое отделение факультета общественных наук ЛГУ. Там он получил своё второе имя — Юрий, которым его называли впоследствии коллеги, знакомые и родственники, при этом свои научные труды он подписывал оригинальным именем. В процессе обучения познакомился с Яном Кошкиным, будущим директором ИНС, который посоветовал Ерухиму Абрамовичу послушать лекции профессора Льва Штернберга, читаемые им в Географическом институте и в ЛГУ.
После прочтения «Образцов материалов по изучению гиляцкого языка и фольклора» Штернберга начал изучать нивхский язык, готовясь к экспедиции на территории обитания этого народа, однако сначала его отправили в Чулаковку, а также в Рудаково, где Крейнович собирал новый народный революционный фольклор и вёл этнографические наблюдения над повседневной жизнью глубинки.
Арестован в мае 1937 года. Был обвинён, вместе с другими востоковедами, в участии в контрреволюционной организации и в шпионаже в пользу Японии. В январе 1938 года вынесен приговор по статье 58 с наказанием 10 лет ИТЛ и поражением в правах на 5 лет.
Находясь в лагере на Колыме (1938—1947), занимался изучением материально-бытовой культуры, языка и фольклора одного из древнейших коренных народов Крайнего Севера юкагиров. С 1944 года после окончания кратких фельдшерских курсов работал в больнице при ИТЛ. После освобождения в 1947 году поселился в Луге. В феврале 1948 года защитил кандидатскую диссертацию о юкагирском языке. В том же 1948 году повторно арестован по доносу и отправлен в ссылку в Красноярский край, где, работая фельдшером, изучал язык и фольклор кетов.
Реабилитировавшись в 1955 году, работал в секторе палеоазиатских языков Ленинградского отделения Института языкознания АН СССР. В 1957 году, сделавшись старшим научным сотрудником ЛОИЯ, участвовал в лингвистической экспедиции в Среднеканский район Магаданской области, выпустив по её результатам в 1958 году книгу «Юкагирский язык». В 1957 и 1960 году изучал язык нивхов на Сахалине.
В 1971 году защитил докторскую диссертацию о кетском языке. В 1973 году выпущена была его научно-популярная книга «Нивхгу. Загадочные обитатели Сахалина и Амура», в основу которой легли его исследования на Сахалине.
Последние годы жизни, будучи тяжело больным, провёл в Доме ветеранов для работников науки АН СССР в г. Пушкин Ленинградской области, где в 1985 году и умер. По завещанию ученого, тело его, в соответствии с нивхскими обычаями, было кремировано.

## Список публикаций

### Книги
- Крейнович Е.А. Автобиография. Рукопись, 1951 г. — СОКМ. Колл. № 6473, ед. хр. 20.
- Крейнович Е.А. Исследования и материалы по юкагирскому языку. Ленинград: Наука, 1982.
- Крейнович Е.А. Юкагирский язык. Ленинград, Ленинградское отделение АН СССР, 1958.

### Статьи
- Крейнович Е. А. Из жизни тундренных юкагиров на рубеже XIX и XX вв. // Страны и народы Востока. — Выпуск XIII. Страны и народы бассейна Тихого океана. — Книга 2. — М.: Наука, 1972. — С. 56—92.
- Крейнович Е. А. О пережитках группового брака у нивхов // Страны и народы Востока. — Выпуск XV. Африка и Азия. — М.: Наука, ГРВЛ, 1973. — С. 224—233.
- Крейнович Е. А. Об одной тюркско-палеоазиатской языковой параллели // Turcologica 1976. К семидесятилетию академика А. Н. Кононова. — Л.: Наука, Ленинградское отделение, 1976. — С. 94—100.
- Крейнович Е. А. Из истории заселения Охотского побережья (По данным языка и фольклора эвенских селений Армань и Ола) // Страны и народы Востока. — Выпуск XX. Страны и народы бассейна Тихого океана. — Книга 4. — М.: Наука, ГРВЛ, 1979. — С. 186-201.
- Крейнович Е. А. О культе медведя у нивхов (Публикация и анализ текстов) // Страны и народы Востока. — Выпуск XXIV. Страны и народы бассейна Тихого океана. — Книга 5. — М.: Наука, ГРВЛ, 1982. — С. 244—283.
- Крейнович Е. А. Этнографические наблюдения у нивхов в 1927–1928 гг. // Страны и народы Востока. — Выпуск XXV. География. Этнография. История. — М.: Наука, ГРВЛ, 1987. — С. 107—123.